# حيدر عبيد
حيدر عبيد، (مواليد 2 أبريل / نيسان 1979 في العراق)، هو لاعب كرة قدم عراقي سابق ومدرب حالي. وهو الشقيق الأصغر للاعب كرة القدم العراقي عباس عبيد جاسم. يدرب حالياً نادي الغراف.

## مسيرته
بدايته كانت مع الفرق الشعبية ثم انتقل للعب في صفوف نادي الصناعة ولموسمين في دوري الشباب وموسم واحد مع الفريق الأول في النادي..انتقل بعدها إلى صفوف نادي النفط والذي مثلته لموسم واحد فقط لينتقل بعدها إلى نادي الكرخ الذي بقى معه موسمين وبعد المستوى الجيد الذي قدمه مع الكرخ عرض عليه اللعب للزوراء والتحق بصفوف الزوراء الذي لعب له ثلاث مواسم وفتحت له بعدها أبواب الاحتراف الخارجي والبداية كانت مع نادي الرفاع البحريني الذي مثله في ثلاث مواسم حقق مع الفريق أربع بطولات هي بطولة الدوري وبطولة كأس ولي العهد مرتين وبطولة كأس الاتحاد ثم انتقل للعب في الدوريات الأوربية حيث انتقلت إلى فريق أبولون القبرصي وشارك مع الفريق في دوري أبطال أوروبا وأحرز مع الفريق كأس السوبر وانتقل بعدها من أبولون إلى نادي الوكرة القطري ثم انتقل إلى الدوري الإيراني وتحديدا مع نادي زوباهان الذي أحرز معه وصافة الدوري الإيراني بالإضافة إلى إحرازه بطولة الكأس ثم كانت الانتقالة إلى نادي النجف.

## روابط خارجية
- حيدر عبيد على موقع قاعدة بيانات كرة القدم.إي يو (الإنجليزية)
- حيدر عبيد على موقع ناشيونال فوتبول تيمز (الإنجليزية)